# Kabinett Laniel I

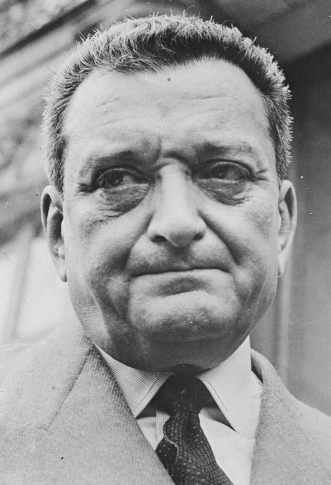
Joseph Laniel war zwischen 1953 und 1954 Premierminister

Das erste Kabinett Laniel wurde in Frankreich am 28. Juni 1953 von Premierminister Joseph Laniel während der Amtszeit von Staatspräsident Vincent Auriol gebildet und löste das Kabinett Mayer ab. Laniels Regierung blieb als Kabinett Laniel II im Amt, nachdem am 16. Januar 1954 René Coty neuer Staatspräsident wurde. Dem Kabinett gehörten Vertreter von Centre national des indépendants et paysans (CNIP), Parti républicain, radical et radical-socialiste (PRS), Mouvement républicain populaire (MRP), Union démocratique et socialiste de la Résistance (UDSR), Action républicaine et sociale (ARS), Rassemblement du peuple français (RPF) sowie Union des républicains d’action sociale (URAS) an.

## Minister
Dem Kabinett gehörten folgende Minister an:
| Amt                                                      | Name                        | Beginn der Amtszeit | Ende der Amtszeit |
| -------------------------------------------------------- | --------------------------- | ------------------- | ----------------- |
| Premierminister                                          | Joseph Laniel               | 28. Juni 1953       | 16. Januar 1954   |
| Vize-Premierminister                                     | Paul Reynaud                | 28. Juni 1953       | 16. Januar 1954   |
| Vize-Premierminister                                     | Henri Queuille              | 28. Juni 1953       | 16. Januar 1954   |
| Vize-Premierminister                                     | Pierre-Henri Teitgen        | 28. Juni 1953       | 16. Januar 1954   |
| Staatsminister für den Europarat                         | François Mitterrand         | 28. Juni 1953       | 4. September 1953 |
| Staatsminister für institutionelle Reformen              | Edmond Barrachin            | 28. Juni 1953       | 16. Januar 1954   |
| Staatsminister                                           | Édouard Corniglion-Molinier | 28. Juni 1953       | 16. Januar 1954   |
| Siegelbewahrer, Justizminister                           | Paul Ribeyre                | 28. Juni 1953       | 16. Januar 1954   |
| Außenminister                                            | Georges Bidault             | 28. Juni 1953       | 16. Januar 1954   |
| Innenminister                                            | Léon Martinaud-Déplat       | 28. Juni 1953       | 16. Januar 1954   |
| Minister für nationale Verteidigung und Streitkräfte     | René Pleven                 | 28. Juni 1953       | 16. Januar 1954   |
| Minister für Finanzen und Wirtschaft                     | Edgar Faure                 | 28. Juni 1953       | 16. Januar 1954   |
| Minister für nationale Bildung                           | André Marie                 | 28. Juni 1953       | 16. Januar 1954   |
| Minister für öffentliche Arbeiten, Verkehr und Tourismus | Jacques Chastellain         | 28. Juni 1953       | 16. Januar 1954   |
| Minister für Industrie und Handel                        | Jean-Marie Louvel           | 28. Juni 1953       | 16. Januar 1954   |
| Landwirtschaftsminister                                  | Roger Houdet                | 28. Juni 1953       | 16. Januar 1954   |
| Minister für die Überseegebiete                          | Louis Jacquinot             | 28. Juni 1953       | 16. Januar 1954   |
| Minister für Arbeit und soziale Sicherheit               | Paul Bacon                  | 28. Juni 1953       | 16. Januar 1954   |
| Minister für Wiederaufbau und Wohnungswesen              | Maurice Lemaire             | 28. Juni 1953       | 16. Januar 1954   |
| Minister für Veteranen und Kriegsopfer                   | André Mutter                | 28. Juni 1953       | 16. Januar 1954   |
| Minister für öffentliche Gesundheit und Bevölkerung      | Paul Coste-Floret           | 28. Juni 1953       | 16. Januar 1954   |
| Minister für Post, Telefonie und Telegrafie              | Pierre Ferri                | 28. Juni 1953       | 16. Januar 1954   |
| Minister für Beziehungen zu assoziierten Staaten         | Edouard Frédéric-Dupont     | 28. Juni 1953       | 16. Januar 1954   |